# UHC Lenzburg
Der Unihockeyclub Lenzburg ist ein Schweizer Unihockeyverein aus Lenzburg.

## Geschichte
In Lenzburg wird Unihockey seit 1988 gespielt, zuerst unter dem ATV Lenzburg und Satus Lenzburg, seit 2004 als selbständiger Verein. Der UHCL zählt heute über 150 aktive Mitglieder, organisiert in 3 Herren- und 8 Juniorenteams. Seit der Saison 1999/2000 spielt das Herren-Fanionteam auf dem Grossfeld und konnte sich in der 2. Liga etablieren, wo Einzelspiele über 3 × 20 Minuten Spielzeit ausgetragen werden; vorher spielte das Team in der höchsten Kleinfeld-Liga. Seitdem wurde auch die Junioren-Ausbildung ebenfalls konsequent auf das Grossfeld umgestellt.
Mehrmals haben die A-, B-, und C-Junioren ihre Gruppen der Schweizer Meisterschaften gewonnen. Jüngste Höhepunkte sind der Meistertitelgewinn der C-Junioren, der Vize-Meistertitel der Junioren U18 und der Gruppensieg der Junioren U21 in der Saison 2008/2009. Verschiedene ehemalige UHCL-Spieler spielen aktuell in höheren (National-)Ligen oder haben in der Vergangenheit dort gespielt.